# Cebador
Un cebador, iniciador o primer es una cadena de ácido nucleico o de una molécula relacionada que sirve como punto de partida para la replicación del ADN. Es una secuencia corta de ácido nucleico que contiene un grupo 3'hidroxilo libre que forma pares de bases complementarios a una hebra molde y que actúa como punto de inicio para la adición de nucleótidos con el fin de copiar la hebra molde.[cita requerida]
Se necesita un cebador porque la mayoría de las ADN polimerasas, enzimas que catalizan la replicación del ADN, no pueden empezar a sintetizar una nueva cadena de ADN de la nada, sino que solo pueden añadir nucléotidos a una hebra preexistente. Se necesitan dos para la reacción de PCR, uno en el extremo 3' y el otro complementario para la otra hebra. Son de aproximadamente 20 nucleótidos, porque es la cantidad necesaria para que aumente la probabilidad de que se una a un sitio específico de la cadena de ADN.[cita requerida]
En la mayoría de replicaciones del ADN, el principal cebador para la síntesis de ADN es una cadena corta de ARN. Este ARN lo produce una ARN polimerasa (primasa); luego, una ADN polimerasa lo elimina y lo sustituye por ADN.[cita requerida]
Muchas técnicas de laboratorio en biología molecular que utilizan ADN polimerasas necesitan cebadores; técnicas como la secuenciación de ADN y la reacción en cadena de la polimerasa (PCR). Los cebadores usados para estas técnicas usualmente son moléculas de ADN cortas y sintetizadas de forma química, de aproximadamente veinte bases de longitud. La construcción de estos cebadores empieza con nucleósidos de 3'-hidroxilo (fosforamidita) adheridos a un material llamado vidrio de poros controlados (CPG, por sus siglas en inglés). El 5'-hidroxilo de los nucleósidos es dimetoxitritilo (DMT) cubierto, lo que previene la construcción de una cadena de nucleótidos. Para añadir un nucleótido se remueve químicamente el DMT y se añade el nucleótido. El 5'-hidroxilo del nuevo nucleótido queda bloqueado por el DMT, lo que evita la adición de más de un nucleótido a cada cadena. Después de eso se repite el ciclo para cada nucleótido en el cebador. Esta es una descripción simplificada - el proceso en realidad es bastante complicado. Por esta razón, la mayoría de laboratorios no construyen los cebadores sino que los compran a empresas especializadas.[cita requerida]
La secuenciación de ADN se usa para determinar los nucleótidos en una cadena de ADN. Un método de secuenciación llamado secuenciación didesoxi, conocido también como método de terminación de cadenas o método Sanger, usa un cebador como marcador de inicio para la reacción en cadena.[cita requerida]
En la reacción en cadena de la polimerasa se usan cebadores para determinar el fragmento de ADN que se amplificará en el proceso. La longitud de los cebadores no suele ser mayor de 50 nucleótidos (la longitud se mide en pares de bases, ya que el ADN usualmente es de doble filamento). La longitud del ADN de un solo filamento se mide en bases o nucleótidos, y son iguales al inicio y al final del fragmento de ADN que va a ser amplificado. Se adhieren a la hebra molde de ADN en estos puntos de inicio y fin a los cuales se une la ADN polimerasa, y empieza la síntesis de la nueva cadena.[cita requerida]

La replicación de ADN o síntesis de ADN es el proceso de copiado de una doble cadena de molécula del ADN.

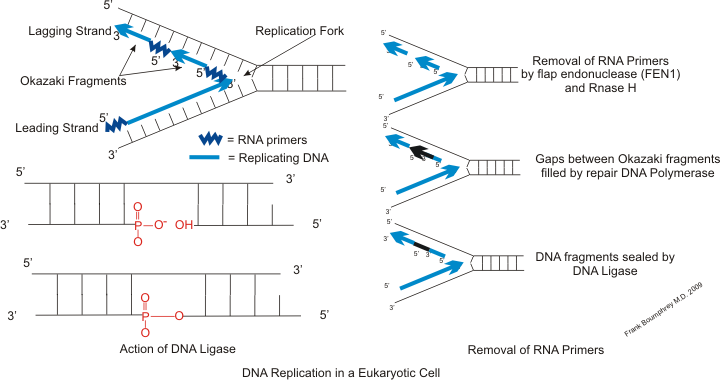
Replicación de ADN y cebadores de ARN. En el ángulo inferior izquierdo, se puede observar la ligazón del grupo hidroxilo.

## Descripción
Se trata de secuencias sintéticas de oligonucleótidos que se usan para reconocer por apareamiento complementario secuencias blanco en ADN de plantilla (en inglés, DNA template), que consiste generalmente en ADN genómico. Generalmente, se usa un par de cebadores en PCR para definir los extremos del producto que va a amplificarse, y a partir de ellos la ADN polimerasa utilizada inicia la polimeración en dirección 5'-3'. También se utilizan en reacciones de secuenciación de ADN, donde se usa solo un cebador sobre una concentración relativamente alta de ADN blanco, para polimerizar cadenas sencillas de diferentes tamaños truncadas por dideoxinucleótidos (método de secuencia de Sanger) y así determinar las secuencias de bases nitrogenadas.[cita requerida]
Por ejemplo, si se tiene la siguiente secuencia de ADN de cadena doble a partir de la cual se pretende amplificar por PCR un fragmento cuyos límites están indicados por el símbolo de mayor o menor, los primers a utilizar podrían ser como los siguientes:
Cebador reverso (en inglés, reverse primer), que sintetizará la cadena complementaria:
3’-tcctgcgatctagct<-5’
...5'-aggaggcgagatgtcgagtcggatcgaccagagcgacccacacaggaccaggacgctagatcga-3'...
...3'-tcctccgctctacagctcagcctagcaggtctcgctgggtgtgtcctggtcctgcgatctagct-5'...    
5’->gaggcgagatgtcgga-3’
Cebador hacia adelante (en inglés, forward primer) 
+++++++++++++++++++++++++++++++++++++++++++++++++++++++ <-Secuencia amplificada
Nótese la direccionalidad del oligo, que corresponde a la situación química del azúcar y el grupo fosfato en la base nitrogenada final e inicial. La ADN polimerasa incorpora nucleótidos en dirección 5'-3'. Más detalles, en el artículo PCR. Este es un ejemplo para mostrar el fundamento del funcionamiento de los cebadores; como tal, no se han considerado aspectos del diseño del cebador tales como la termodinámica del apareamiento, la especificidad de la amplificación o la interferencia de reacciones de interacción entre primers o intramoleculares (estructuras como bucles internos en la misma cadena).[cita requerida]
Para calcular las secuencias óptimas de los cebadores considerando los aspectos mencionados anteriormente, suelen utilizarse algoritmos que calculen dichos factores conjuntamente y deducir la secuencia que probablemente apareará más eficientemente con el ADN blanco.[cita requerida]

## Diseño de cebadores
La elección de la longitud de los cebadores y de la temperatura a la que se conjugan(Tm) depende de varias variables a considerar. La temperatura de conjugación de un cebador se define como la temperatura a la cual el 50 por ciento de esa misma especie de molécula de ADN forma una doble hélice estable y el otro 50 por ciento se separa en moléculas de un solo filamento. La temperatura de derretimiento requerida aumenta con la longitud del cebador. Los cebadores que son demasiado cortos se anexarían en diversas posiciones en una larga plantilla de ADN, lo cual llevaría a copias no específicas. Por otro lado, la longitud del cebador está limitada por la temperatura requerida para derretirlo.  Las temperaturas de derretimiento muy altas, es decir por encima de los 80 °C pueden causar problemas porque la ADN polimerasa es menos activa en esas temperaturas. La longitud óptima de un cebador generalmente está entre 20 y 30 nucleótidos con una temperatura de derretimiento de entre 55 y 65 °C. Hay muchas formas de calcular la temperatura de derretimiento de los cebadores (A, G, C y T son el número de nucleótidos en el cebador, respectivamente.  [Na+] es la concentración de Na+ en el tubo de PCR).

### Método "GC"
Rápido y sencillo para cebadores con más de 13 nucleótidos.
{\displaystyle T_{\mathrm {m} }=64+41\cdot {\frac {G+C-16.4}{A+G+C+T}}}

### Método "ajustado a la sal"
Más preciso que el GC, para cebadores con más de 13 nucleótidos.
{\displaystyle T_{\mathrm {m} }=100.5+41\cdot {\frac {C+G}{A+C+G+T}}-{\frac {820}{A+C+G+T}}\cdot 16.6\cdot \log _{10}([\mathrm {Na} ^{+}])}

### Cálculo de pila de bases
El más preciso, pero complicado 
{\displaystyle T_{\mathrm {m} }={\frac {\Delta H{\frac {\mathrm {cal} }{\mathrm {mol} }}}{\Delta S+R\ln({\frac {\text{cebador}}{2}})}}-273.15\ ^{\circ }\mathrm {C} }
donde
{\displaystyle \Delta H} es la entalpía de las interacciones de pilas de bases ajustadas según factores de iniciación de hélice.
{\displaystyle \Delta S} es la entropía de las interacciones de pilas de bases ajustadas según factores de iniciación de hélice y según las contribuciones de las sales a la entropía.
{\displaystyle R} es la constante universal de los gases {\displaystyle \left({\frac {1.987{\text{ cal}}}{\mathrm {mol} \cdot ^{\circ }\mathrm {C} }}\right)}
El paquete de software libre primou puede calcular la temperatura de anexión de acuerdo con el método de apilamiento de bases.
Un cebador no debería anexarse fácilmente a sí mismo u otros de su tipo, con lo cual se producirían bucles o pinzas. Esto podría entorpecer la anexión con la plantilla de ADN. Sin embargo, normalmente las pinzas son inevitables.
Algunas veces se usan cebadores degenerados. Estos en realidad son mezclas de cebadores similares pero no idénticos. Pueden ser convenientes si se va a amplificar el mismo gen de organismos, puesto que los genes mismos pueden ser similares pero no idénticos. El otro uso para los cebadores degenerados es cuando el diseño de cebadores se basa en la secuencia de proteínas. Como muchos codones diferentes pueden codificar un aminoácido suele ser difícil deducir qué codón se usa en un caso particular. Por ello la secuencia de cebadores que corresponde al aminoácido isoleucina podría ser "ATH", por A de adenina, T de timina y H de adenina, timina o citosina, según el código genético de cada codón. El uso de cebadores degenerados puede reducir ampliamente la especificidad de la amplificación por PCR. El problema puede resolverse usando PCR touchdown.